# 妙像寺
妙像寺（みょうぞうじ）は、東京都港区六本木にある日蓮宗の寺院。山号は法輪山。旧本山は小湊誕生寺、脱師法縁。境内には春風亭柳枝（落語家）、奈良乗意（金工家で奈良善三の弟子）の墓所がある。また、広瀬武夫が一時期住んでいたことからその記念碑がある。

## 歴史
- 寛永2年（1625年）正徳院日了を開山に創建。なお、明暦元年（1655年）創建とする資料もある。

## 参考資料
- 日蓮宗寺院大鑑編集委員会『宗祖第七百遠忌記念出版 日蓮宗寺院大鑑』大本山池上本門寺 (1981年)
- 『麻布区史』（1942年）